# Dichorisandra densiflora
Dichorisandra densiflora là một loài thực vật có hoa trong họ Commelinaceae. Loài này được Ule mô tả khoa học đầu tiên năm 1908.